# Jubal Early
Jubal Anderson Early (ur. 3 listopada 1816, zm. 2 marca 1894) – amerykański prawnik i generał armii Skonfederowanych Stanów Ameryki podczas wojny secesyjnej. Dowodził między innymi w I bitwie nad Bull Run, bitwie siedmiodniowej, bitwie pod Antietam, bitwie pod Chancellorsville oraz w bitwie pod Gettysburgiem.